# Канарравілл (Юта)
Канарравілл (англ. Kanarraville) — місто (англ. town) в США, в окрузі Айрон штату Юта. Населення — 442 особи (2020).

## Географія
Канарравілл розташований за координатами 37°32′16″ пн. ш. 113°10′52″ зх. д. / 37.53778° пн. ш. 113.18111° зх. д. (37.537805, -113.181106).  За даними Бюро перепису населення США в 2010 році місто мало площу 1,18 км², уся площа — суходіл.

## Демографія
Згідно з переписом 2010 року, у місті мешкало 355 осіб у 141 домогосподарстві у складі 96 родин. Густота населення становила 300 осіб/км².  Було 172 помешкання (145/км²).
Расовий склад населення:
| - 96,9 % — білих - 0,8 % — корінних американців - 0,6 % — азіатів - 0,3 % — вихідців з тихоокеанських островів |

До двох чи більше рас належало 1,4 %. Частка іспаномовних становила 3,7 % від усіх жителів.
За віковим діапазоном населення розподілялося таким чином: 24,8 % — особи молодші 18 років, 58,3 % — особи у віці 18—64 років, 16,9 % — особи у віці 65 років та старші. Медіана віку мешканця становила 42,3 року. На 100 осіб жіночої статі у місті припадало 100,6 чоловіків;  на 100 жінок у віці від 18 років та старших — 99,3 чоловіків також старших 18 років.
Середній дохід на одне домашнє господарство  становив 64 561 долар США (медіана — 56 563), а середній дохід на одну сім'ю — 71 664 долари (медіана — 62 083). За межею бідності перебувало 7,6 % осіб, у тому числі 8,5 % дітей у віці до 18 років та 3,6 % осіб у віці 65 років та старших.
Цивільне працевлаштоване населення становило 120 осіб. Основні галузі зайнятості: освіта, охорона здоров'я та соціальна допомога — 31,7 %, будівництво — 18,3 %, виробництво — 10,0 %, мистецтво, розваги та відпочинок — 9,2 %.